# Kanno Jóko
Kanno Jóko (japánul 菅野 よう子 Kanno Yōko, angolul Yoko Kanno, Szendai , 1964. március 19. –) japán zeneszerző és zenész. Videójátékok, animék, tv-sorozatok, hirdetések és élőszereplős filmek zenéit is írta. Híres munkái többek között a Macross Plus, Turn A Gundam, Cowboy Bebop, Vision of Escaflowne, Ghost in the Shell: Stand Alone Complex és a Wolf's Rain zenéi. Emellett J-Pop előadók számára is szerzett zenét, köztük a legjelentősebbek Szakamoto Maaja és Koizumi Kjóko. Mindemellett ügyes zongorista és a The Seatbelts együttes énekesnője. 